# Martín Dall'Orso Gabulle
Martín Dimas Dall'Orso (Callao, 26 de septiembre de 1987) es un futbolista peruano, juega de mediocampista ofensivo y actualmente está sin equipo. Tiene 37 años. Es hijo del exfutbolista homónimo Martín Dall'Orso Patri que destacó en los años 80.

## Trayectoria
Debutó en Sporting Cristal en el 2005, ese año fue campeón de la Primera División del Perú, Compartiendo camerino con ídolos como Erick Delgado, Jorge Soto, Nolberto Araujo, Alberto Rodríguez, Carlos Lobatón y Luis Bonnet. En el 2009 fue subcampeón de la Segunda División del Perú con el Cobresol de Moquegua.
En el 2010 fue una de las principales figuras de Unión comercio campeón de la Copa Perú 2010 junto a Juan Pretel, Ronald Celiz y Miguel Trauco. Uno de sus mejores partidos fue en semifinales al anotarle un triplete al Deportivo Hospital en Pucallpa.
En el 2013 denuncia que un dirigente de Unión fuerza minera los amenazó de muerte tras fallar un penal el cual le costó la eliminación de la Copa Perú 2013.

## Clubes
| Club                  | País | Año         |
| --------------------- | ---- | ----------- |
| Sporting Cristal      | Perú | 2005        |
| César Vallejo         | Perú | 2006 - 2008 |
| La Peña Sporting      | Perú | 2008        |
| Cobresol              | Perú | 2009        |
| Unión Comercio        | Perú | 2010        |
| Juventud Bellavista   | Perú | 2012        |
| Deportivo Bellavista  | Perú | 2012        |
| Alianza Cutervo       | Perú | 2012        |
| Unión Fuerza Minera   | Perú | 2013        |
| Universidad San Pedro | Perú | 2014        |
| Unión Tarapoto        | Perú | 2015 - 2016 |
| Arsenal FBC           | Perú | 2020 -      |

## Palmarés

### Campeonatos nacionales
| Título                    | Club                      | País | Año  |
| ------------------------- | ------------------------- | ---- | ---- |
| Primera División del Perú | Sporting Cristal          | Perú | 2005 |
| Segunda División          | Universidad César Vallejo | Perú | 2007 |
| Copa Perú                 | Unión Comercio            | Perú | 2010 |

### Distinciones individuales
| Distinción                                                                             | Año  |
| -------------------------------------------------------------------------------------- | ---- |
| Incluido en el equipo ideal de la Copa Perú según el portal periodístico DeChalaca.com | 2010 |